# SN 1998bv
SN 1998bv – supernowa typu II-P odkryta 6 kwietnia 1998 roku w galaktyce HS1035+4758. W momencie odkrycia miała maksymalną jasność 17,10m.